# Вікентій
Віке́нтій (лат. Vincentius, «переможець») — римське чоловіче особове ім'я. Первісна форма — Вінце́нтій. Походить від латинського слова vincere, «перемагати, завойовувати». В українську мову потрапило за посередництвом грецької (грец. Βικέντιος, Vikéntios). Найвідоміший носій імені — християнський святий мученик Вікентій Сарагоський. В англомовних і франкомовних країнах — Вінсент (англ. і фр. Vincent), в іспаномовних і португаломовних країнах — Вісенте (ісп. і порт. Vicente).

## Особи

### Святі
- Вікентій Сарагоський
- Вікентій Пучсардівський
- Вікентій Паллотті
- Вінсент де Поль
- Вінсент Ферер

### Патріархи
- Вікентій І (патріарх Сербії)
- Вікентій ІІ (патріарх Сербії)

### Науковці
- Вікентій Беретті — російський архітектор.
- Вікентій Хвойка — український археолог.
- Вікентій Шерцль — російський мовознавець.